# Peter Strauss
Pour les articles homonymes, voir Strauss.
Peter Strauss est un acteur et producteur américain né le 20 février 1947 à Croton-on-Hudson (État de New York), connu pour ses rôles dans différentes  mini-séries TV pendant les années 1970 et 1980.

## Biographie
il est marié depuis 1998 avec Rachel Ticotin....[réf. nécessaire]

## Filmographie

### Cinéma
- 1969 : Hail, Hero! de David Miller : Frank Dixon
- 1970 : Soldat bleu (Soldier Blue) de Ralph Nelson : Honus Gent
- 1971 : Sergent Klems (Il sergente Klems) de Sergio Grieco : Le sergent Otto Josef Klems
- 1972 : The Trial of the Catonsville Nine de Gordon Davidson : Thomas Lewis
- 1976 : Le Dernier nabab (The Last Tycoon) d'Elia Kazan : Wylie
- 1983 : Le Guerrier de l'espace de Lamont Johnson : Wolff
- 1995 : Meurtre en suspens de John Badham : Brendan Grant
- 1997 : Meurtre à Tulsa de Leslie Grief : Chip Carlson
- 2005 : XXX 2: The Next Level de Lee Tamahori : Le président James Sanford
- 2014 : Sugar Daddies de Doug Campbell : Grant
- 2015 : Drawing Home de Markus Rupprecht : Russell Robb, Sr.
- 2018 : Operation Finale de Chris Weitz

#### Films animés
- 1982 : Brisby et le Secret de NIMH : Justin

### Télévision

#### Téléfilms
- 1973 : The Man Without a Country : Arthur Danforth
- 1974 : Judgement: The Court Martial of the Tiger of Malaya - General Yamashita : L'avocat
- 1975 : Attack on Terror: The FBI vs. the Ku Klux Klan : Ben Jacobs
- 1977 : Young Joe, the Forgotten Kennedy : Joseph Kennedy Jr.
- 1979 : Comme un homme libre : Larry 'Rain' Murphy
- 1980 : Un ange sur le dos (Angel on My Shoulder) : Eddie Kagel
- 1981 : La baleine du bout du monde : Charles Landon
- 1983 : Heart of Steel : Emory
- 1986 : Verdict : Le juge Kenneth Hoffman
- 1986 : État de crise (Under Siege) : John Garry
- 1987 : Proud Men : Charley MacLeod Jr.
- 1989 : La Confrérie de la rose (Brotherhood of the Rose) : Romulus
- 1989 : Peter Gunn de Blake Edwards : Peter Gunn
- 1990 : 83 Hours 'Til Dawn : Wayne Stracton
- 1991 : Flight of Black Angel : Le colonel Matt Ryan / Ringleader
- 1992 : Fugitif au Texas (Fugitive Among Us) : Max Cole
- 1992 : Trial: The Price of Passion : Warren Blackburn
- 1993 : Les Silences d'un homme (Men Don't Tell) : Ed MacAffrey
- 1994 : Thicker Than Blood: The Larry McLinden Story : Larry McLinden
- 1994 : The Yearling : Ezra 'Penny' Baxter
- 1994 : Le Baiser du papillon (Reunion) : Sam Yates
- 1995 : Texas Justice : Thomas Cullen Davis
- 1996 : Le Lac du doute (In the Lake of the Woods) : John Waylan
- 1998 : L'Ombre de mon père (My Father's Shadow: The Sam Sheppard Story) : Dr. Sam Sheppard
- 1999 : Seasons of Love : Thomas Linthorne
- 1999 : Jeanne d'Arc : La Hire
- 2000 : Un cow-boy pour père (A Father's Choice) : Charlie 'Mac' McClain
- 2001 : Strange Frequency 2 : Ben Stanton (segment "Don't Stop Believin")
- 2001 : Le Crime de l'Orient-Express : Samuel Ratchett
- 2003 : 111 Gramercy Park : Turk Karnegian
- 2010 : Vacances en famille (Jack's Family Adventure) : Wild Bill Cohen
- 2014 : Troubles séductions : Grant Zager

#### Séries télévisées
- 1972-1975 : Les Rues de San Francisco : Lew Kovic Jr. / Martin Novack / Bobby Jepsen
- 1974 : Hawaï police d'État : Tom Morgan (saison 6 épisode 19)
- 1974 : Cannon : Révérend Will / Dave Nordoff (saison 3 épisode 21) / (saison 4 épisode 8)
- 1976 : Le Riche et le Pauvre : Rudy Jordache
- 1976 : Les Héritiers : Rudy Jordache
- 1981 : Masada : Eleazar Ben Yair
- 1985 : Tender Is the Night : Dick Diver
- 1985 : Kane and Abel : Abel Rosnovski
- 1996 : Moloney : Dr. Nicholas Moloney
- 2002 : Body and Soul : Dr. Isaac Braun
- 2004 : New York, police judiciaire : Dr Paul Cedars (saison 15 épisode 4)
- 2007 : Dirty Sexy Money : Dutch George (saison 1 épisode 9)
- 2010 : Royal Pains : Graham Barnes (saison 2 épisode 7)
- 2010 : New York, unité spéciale : Kevin Burton (saison 12 épisode 1)
- 2020 : Grey's Anatomy : Daniel Schwartz (saison 16 épisode 12)

#### Séries animées
- 1993 : Les Motards de l'espace : Stoker

### Comme producteur
- 1981 : A Whale for the Killing (TV)
- 1999 : Seasons of Love (TV)